# Ulrich Eistert
Ulrich Eistert (* 30. Dezember 1935 in Weißwasser) ist ein deutscher Chorleiter und Hochschullehrer. Er war bis 2001 Chordirektor der Stuttgarter Staatsoper.

## Leben und Wirken
Ulrich Eistert studierte Klavier, Dirigieren und Komposition an der Musikhochschule Köln und war ab 1959 an der Oper Köln tätig. Anschließend wirkte er als Chordirektor und Kapellmeister am Staatstheater Braunschweig (1959–1964) und am Staatstheater Hannover (1969–1972). Von 1972 bis 2001 war er Chordirektor an der Staatsoper Stuttgart, zu deren Ehrenmitglied er 2003 ernannt wurde. Unter seiner Leitung wurde der Chor der Staatsoper von der Fachzeitschrift Opernwelt drei Mal als „Opernchor des Jahres“ ausgezeichnet: für Al gran sole carico d’amore von Luigi Nono (1999), Richard Wagners Götterdämmerung (2000) und Don Carlo von Giuseppe Verdi (2001).
Eistert leitete außerdem von 1979 bis 2008 die Choreinstudierungen des für die Opernfestspiele Heidenheim gegründeten Chores Stuttgarter Choristen.
Ab 1972 lehrte er an der Musikhochschule Stuttgart und leitete dort die Opernschule. 1985 wurde er zum Professor ernannt.

## Diskografie / Filmografie (Auswahl)

### Tonträger
- „Beliebte Opernchöre“ –„O, welche Lust...“ Staatsopernchor und Staatsorchester Stuttgart – Leitung Ulrich Eistert. Animato.[4]
- Bernd Alois Zimmermann: Die Soldaten. Staatstheater Stuttgart, Bernhard Kontarsky. Teldec Classics 1991.
- Bizet: Carmen. Württembergische Philharmonie Reutlingen, Kinderchor der Staatsoper Stuttgart, Stuttgarter Choristen sowie Solisten, Dirigent: Roberto Paternostro. Disky Classics 2000.
- Luigi Nono: Al gran sole carico d’amore. (Ensemble der Stuttgarter Staatsoper, Dirigent: Lothar Zagrosek), Teldec New Line 2001.

### DVD
- Wagner: Götterdämmerung. Staatsoper Stuttgart, Lothar Zagrosek. (Aufgenommen in der Staatsoper Stuttgart 2002). EuroArts 2002.